# Boeing T-43
Le Boeing T-43 est un avion d'entraînement américain conçu à partir du Boeing 737 et servant au sein de l'US Air Force pour la formation à la navigation des équipages.

## Origines
Au début des années 1970 l'US Air Force fit savoir qu'elle recherchait un nouvel avion destiné à des vols d'entraînement à la navigation afin de remplacer ses Convair T-29 que la propulsion par moteurs à hélices rendait obsolète. Bien qu'un appel d'offres fut lancé elle décida de se tourner vers Boeing et son avion de ligne 737-200 alors en plein essor commercial.
Officiellement le programme d'acquisition de ce nouvel avion reçut la désignation d'Undergraduate Navigator Training Program (UNTP ou en français « programme de formation de premier cycle pour la navigation ») par le Pentagone.

## Développement
Pour réaliser son avion Boeing choisit de le construire à partir d'un 737-200 de série, et non ab initio comme un avion d'entraînement militaire. De ce fait son pilotage serait plus aisé pour des pilotes civils, comme ceux de l'Air National Guard ou de l'Air Force Reserve Command. En outre les coûts de développement s'en trouvaient fortement réduits.
Le prototype désigné XT-43 réalisa son premier vol en mars 1973. Hormis la livrée blanche et grise, les marquages, et les cocardes, pas grand-chose ne le distinguait des avions de ligne alors en circulation.
Extérieurement en effet l'avion ressemble trait pour trait avec le 737 civil d'origine. C'est au niveau de l'aménagement intérieur et de l'avionique que l'appareil se distingue. Celle-ci se compose en effet des éléments suivants :
- équipement de navigation inertielle ;
- radar altimétrique ;
- système de communication HF, UHF, et VHF ;
- système de radionavigation LORAN ;
- système VOR ;
- TACAN ;
- TCAS.

À l'intérieur son aménagement fait appel à douze consoles de travail pour les élèves en formation et à six stations de travail pour les instructeurs.

## En service

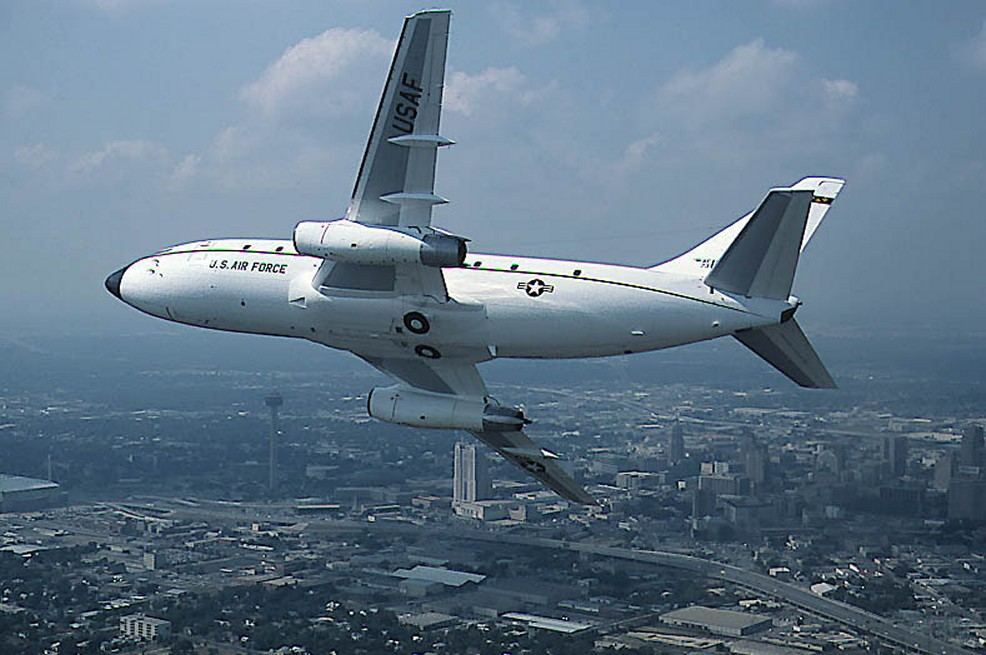
T-43 en vol.

### En missions d'entraînement
Le Boeing T-43 a servi principalement depuis la base de Randolph, non loin de San Antonio. Là la majorité des 19 Boeing T-43 construits ont volé jusqu'à leur retrait du service actif en 2010. La mission d'entraînement à la navigation n'étant pas très médiatisée peu de sources existent dessus. Jusqu'à l'entrée en service du Boeing TC-18F, le T-43A était le plus gros avion d'entraînement militaire au monde.
Après son retrait du service sa mission principale a été reprise par le Beechcraft T-1A Jayhawk, un avion nettement plus petit.

### En missions de transport
Au milieu des années 1980 six T-43A de série furent transformés en CT-43A, destinés à des missions de transport prioritaire rapide et de liaison intrathéatre. Ces avions perdirent leur aménagement intérieur spécifique au profit d'un similaire à celui des jets d'affaires. 
Les Boeing CT-43A furent principalement utilisés au profit des hautes autorités politiques américaines et de l'état major de l'US Air Force. Tout comme les avions d'entraînement d'origine ils furent retirés du service en 2010. Le Boeing CT-43A n'a pas réellement eu de remplaçant, même si le C-40 Clipper et le Gulfstream C-37 remplissaient début 2012 la majorité de ses missions.
La carrière du CT-43A fut endeuillée en avril 1996 lorsqu'un de ces appareils, numéro de série US Air Force 73-1149, qui transportait le Secrétaire au Commerce des États-Unis Ronald Brown, s'écrasa lors d'une mission diplomatique en Croatie. Aucun des 35 membres d'équipage et passagers ne survécurent à l'accident.

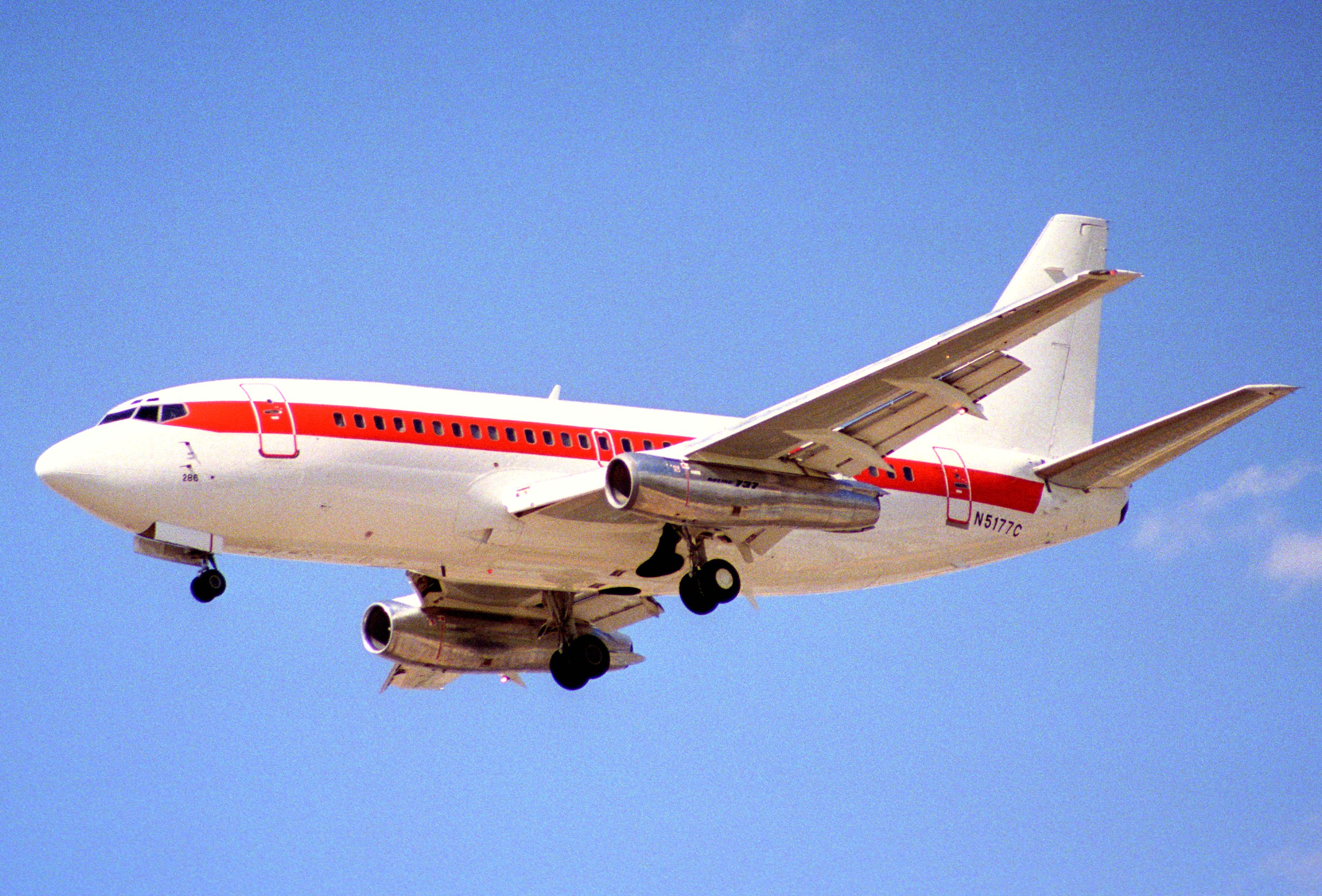
Boeing CT-43A de Janet Airlines.

Au moins deux CT-43A ont été utilisés sous une fausse livrée civile, aux côtés de 737-200 d’occasion par Janet Airlines, une compagnie appartenant au gouvernement américain et chargé des vols en direction du centre d'essais de Groom Lake. Ces vols existent toujours mais sont désormais assurés par des 737-600.

## Versions
- Boeing XT-43 : Désignation portée par le prototype.
- Boeing T-43A : Désignation portée par la version d'entraînement à la navigation, construite à hauteur de 19 machines de série.
- Boeing CT-43A : Désignation portée par six T-43A transformés en appareils de transport de personnels.
- Boeing NT-43A : Désignation portée par un T-43A transformé en appareil de soutien aux essais en vol.

## Utilisateurs
Boeing T-43A :
- États-Unis
  - US Air Force,

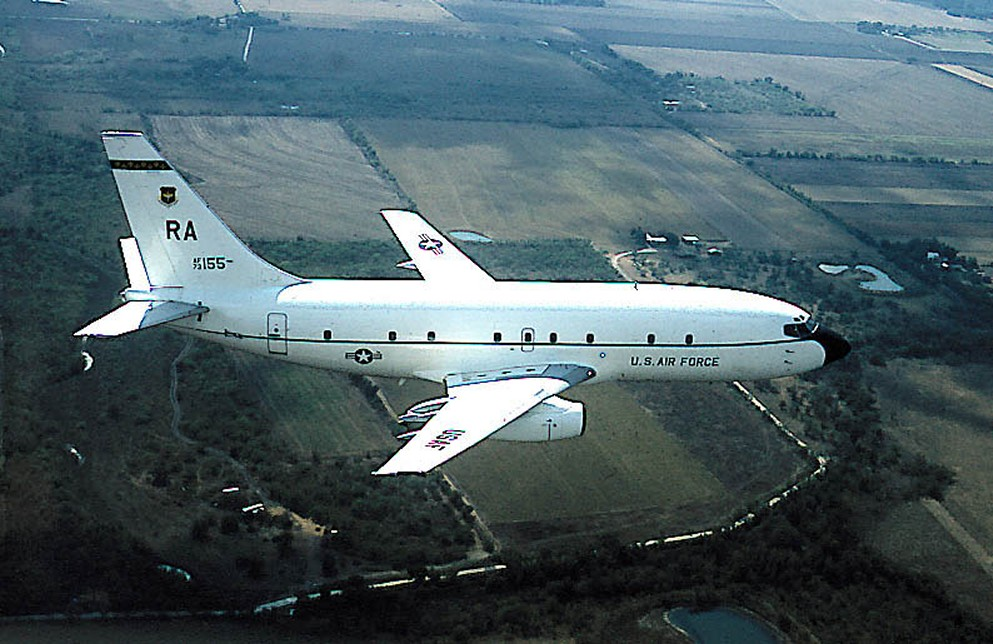
T-43 en vol.

    - Air Education and Training Command,
      - 12th Flying Training Wing,
        - 558th Flying Training Squadron,
        - 562d Flying Training Squadron,
        - 563d Flying Training Squadron,

Boeing CT-43A
- États-Unis
  - US Air Force,
    - Air Mobility Command, 
      - 6th Air Mobility Wing,
        - 310th Airlift Squadron,
        - Janet Airlines,

    - Air National Guard,
      - Colorado Air National Guard,
        - 200th Airlift Squadron.

Boeing NT-43A
- États-Unis
  - US Air Force,
    - Air Force Materiel Command,

## Surnoms & sobriquets
Si le T-43A et le CT-43A ne reçurent jamais de nom de baptême officiel ; ils furent affublés de plusieurs surnoms différents, les plus répandus étant Gator (abréviation de Navigator, navigateur en français), Flying Classroom (salle de classe volante en français), et Bobcat ou Bobcat II (en référence au Cessna AT-17 Bobcat qui remplissait une mission similaire durant la Seconde Guerre mondiale).